# Olimpiadi degli scacchi del 1966
Le Olimpiadi degli scacchi del 1966 si tennero a L'Avana, a Cuba, dal 23 ottobre al 20 novembre. Furono la diciassettesima edizione ufficiale (ovvero organizzata dalla FIDE) della competizione, e l'unico torneo previsto era quello open, giocato su quattro scacchiere.

## Torneo
Il numero di partecipanti segnò un nuovo record: ci furono infatti 299 giocatori di 52 nazioni; la Germania Ovest tuttavia boicottò l'edizione per motivi politici, mentre gli Stati Uniti non fecero altrettanto. Le squadre vennero divise, come nell'edizione precedente, in sette gironi, e successivamente in quattro finali: a quella principale si qualificavano le prime due di ogni gruppo.

### Prima fase
Nella tabella seguente sono elencati i gruppi in cui vennero divise le squadre. In grassetto e corsivo sono evidenziate le qualificate alla finale A, in solo grassetto le qualificate alla finale B e in solo corsivo le qualificate alla finale C.
| Gruppo 1 | Filippine | Hong Kong      | Monaco    | Spagna       | Svezia      | Svizzera    | Unione Sovietica | Uruguay   |
| Gruppo 2 | Austria   | Indonesia      | Islanda   | Jugoslavia   | Messico     | Mongolia    | Turchia          |           |
| Gruppo 3 | Bolivia   | Ecuador        | Israele   | Norvegia     | Polonia     | Portogallo  | Stati Uniti      |           |
| Gruppo 4 | Argentina | Cile           | Danimarca | Francia      | Inghilterra | Irlanda     | Sudafrica        |           |
| Gruppo 5 | Canada    | Cecoslovacchia | Cipro     | Germania Est | Italia      | Lussemburgo | Scozia           |           |
| Gruppo 6 | Belgio    | Cuba           | Libano    | Paesi Bassi  | Panama      | Tunisia     | Ungheria         | Venezuela |
| Gruppo 7 | Bulgaria  | Colombia       | Finlandia | Grecia       | Marocco     | Nicaragua   | Porto Rico       | Romania   |

Nel primo girone, dietro l'Unione Sovietica, la Spagna guadagnò l'accesso alla finale principale grazie alla vittoria (al primo turno) contro la Svizzera, l'avversaria diretta, per 3-1; nel secondo gruppo, dietro la Jugoslavia che vinse tutte le partite, l'Islanda batté l'Austria per 3,5-0,5 nello scontro diretto, e mantenne la seconda posizione nonostante la sconfitta con la Turchia. Nel terzo girone, Norvegia e Polonia arrivarono al secondo posto a pari merito, ma la prima passò per spareggio tecnico, mentre nel quarto l'Inghilterra perse la possibilità di qualificarsi lasciando punti preziosi contro squadre minori.
Il girone 5 fu dominato da Cecoslovacchia, Germania Est e Canada; quest'ultima, arrivata alla fine terza (dopo aver perso con i tedeschi), fece il doppio dei punti della Scozia (quarta). Cuba riuscì a qualificarsi nel sesto gruppo battendo il Belgio all'ultimo turno e vanificando la rimonta olandese, mentre Romania e Bulgaria si qualificarono tranquillamente nell'ultimo girone.

### Seconda fase
Le finali cominciarono il 4 novembre. Già al secondo turno si accese tuttavia una polemica tra l'Unione Sovietica e gli Stati Uniti: questi ultimi chiedevano infatti di spostare la partita a causa delle convinzioni religiose di Fischer, loro prima scacchiera; a seguito del rifiuto sovietico gli statunitensi non si presentarono, perdendo la partita 4-0 per forfait. Successivamente, a seguito dell'insistenza degli americani sulla FIDE, i russi acconsentirono a giocare la partita dopo il nono turno, in uno dei giorni di riposo, vincendola 2,5-1,5.
Nel frattempo, Argentina e Cecoslovacchia scivolarono fuori dalla corsa per le medaglie, mentre l'Unione Sovietica guidava con ampio margine sugli Stati Uniti. Ungheria e Jugoslavia finirono il torneo a pari punti; anche il numero di punti squadra (contando i punti, cioè, come vittorie o sconfitte di squadra e non individuali) erano anche pari; la giuria, alla fine, diede il bronzo agli ungheresi adottando un altro spareggio tecnico.

### Risultati assoluti
| Pos.     | Squadra          | Scacchiere                | Scacchiere          | Scacchiere                  | Scacchiere              | Scacchiere          | Scacchiere            | Punti    |
| Pos.     | Squadra          | Prima                     | Seconda             | Terza                       | Quarta                  | Quinta (1ª riserva) | Sesta (2ª riserva)    | Punti    |
| Finale A | Finale A         | Finale A                  | Finale A            | Finale A                    | Finale A                | Finale A            | Finale A              | Finale A |
| -------- | ---------------- | ------------------------- | ------------------- | --------------------------- | ----------------------- | ------------------- | --------------------- | -------- |
|          | Unione Sovietica | GM Tigran Petrosyan       | GM Boris Spasskij   | GM Michail Tal'             | GM Leonid Štejn         | GM Viktor Korčnoj   | GM Leŭ Paluhaeŭski    | 39,5     |
|          | Stati Uniti      | GM Robert Fischer         | GM Robert Byrne     | GM Pál Benkő                | GM Larry Evans          | William Addison     | GM Nicolas Rossolimo  | 34,5     |
|          | Ungheria         | GM Lajos Portisch         | GM László Szabó     | GM István Bilek             | GM Levente Lengyel      | MI Győző Forintos   | MI László Bárczay     | 33,5     |
| 4        | Jugoslavia       | GM Svetozar Gligorić      | GM Borislav Ivkov   | GM Bruno Parma              | GM Aleksandar Matanović | GM Milan Matulović  | GM Dragoljub Čirić    | 33,5     |
| 5        | Argentina        | GM Miguel Najdorf         | GM Oscar Panno      | MI Julio Bolbochán          | MI Raúl Sanguineti      | MI Raimundo García  | MI Samuel Schweber    | 30       |
| 6        | Cecoslovacchia   | GM Luděk Pachman          | GM Vlastimir Hort   | GM Miroslav Filip           | GM Lubomir Kaválek      | MI Vlastimil Jansa  | MI Maximilián Ujtelky | 29,5     |
| 7        | Bulgaria         | MI Nikolaj Minev          | GM Milko Bobocov    | GM Georgi Tringov           | GM Nikola Pădevski      | MI Atanas Kolarov   | MI Ljuben Popov       | 28,5     |
| 8        | Romania          | GM Florin Gheorghiu       | MI Victor Ciocâltea | MI Theodor Ghiţescu         | Bela Soós               | MI Dolfi Drimer     | Traian Stanciu        | 26,5     |
| Finale B |                  |                           |                     |                             |                         |                     |                       |          |
| 15       | Paesi Bassi      | MI Hans Bouwmeester       | MI Lodewijk Prins   | MI Coenraad Zuidema         | MI Christian Langeweg   | Hans Ree            | G. Kapsenberg         | 37       |
| 16       | Polonia          | MI Jacek Bednarski        | MI Zbigniew Doda    | Jerzy Kostro                | MI Bogdan Śliwa         | Witold Balcerowski  | Andrzej Filipowicz    | 31,5     |
| 17       | Austria          | Alexander Prameshuber     | Anton Kinzel        | Franz Stoppel               | Felix Winiwarter        | Karl Janetschek     | George Schubirz       | 30       |
| Finale C |                  |                           |                     |                             |                         |                     |                       |          |
| 29       | Italia           | MI Stefano Tatai          | Guido Cappello      | Alvise Zichichi             | Elio Romani             | Federico Norcia     |                       | 38       |
| 30       | Mongolia         | MI Lhamsuren Myagmarsuren | MI Tudev Ujtumen    | T. Tsagan                   | Damdzinhav Zorigt       | G. Badamgarav       | Gonchich Chalkhasuren | 33,5     |
| 31       | Filippine        | Renato Naranja            | Edgar De Castro     | Rosendo Carrean Balinas     | Florencio Campomanes    | Rodolfo Viajar      | Milagros Campomanes   | 31       |
| Finale D |                  |                           |                     |                             |                         |                     |                       |          |
| 43       | Sudafrica        | Kurt Dreyer               | Piet Kroon          | Anthony Heyns               | Peter Hangelbroek       | Harold Price        | Leon Wilken           | 28       |
| 44       | Messico          | Alfredo Iglesias          | Armando Acevedo     | José Joaquín Araiza Vázquez | Joaquín Camarena        | Simón Delgado       | Filiberto Terrazas    | 24,5     |
| 45       | Bolivia          | Julio García Soruco       | Gustavo Martínez    | Hernan Salazar              | Juan Carvajal           | Felipe Navarro      |                       | 22       |

### Risultati individuali
Furono assegnate medaglie ai giocatori di ogni scacchiera con le tre migliori percentuali di punti per partita.
|                                | Giocatore            | Punti            | Partite          | %                |
| Prima scacchiera               | Prima scacchiera     | Prima scacchiera | Prima scacchiera | Prima scacchiera |
| ------------------------------ | -------------------- | ---------------- | ---------------- | ---------------- |
|                                | Tigran Petrosyan     | 11,5             | 13               | 88,5             |
|                                | Bobby Fischer        | 15               | 17               | 88,2             |
|                                | Wolfgang Uhlmann     | 13               | 18               | 72,2             |
|                                | Kaarle Ojanen        | 13               | 18               | 72,2             |
| Seconda scacchiera             |                      |                  |                  |                  |
|                                | Oscar Panno          | 14               | 18               | 77,8             |
|                                | László Szabó         | 11               | 15               | 73,3             |
|                                | Heikki Westerinen    | 14,5             | 20               | 72,5             |
| Terza scacchiera               |                      |                  |                  |                  |
|                                | Michail Tal'         | 12               | 13               | 92,3             |
|                                | Rosendo Balinas      | 15,5             | 20               | 77,5             |
|                                | István Bilek         | 11,5             | 15               | 76,7             |
| Quarta scacchiera              |                      |                  |                  |                  |
|                                | Christian Langeweg   | 12               | 15               | 80,0             |
|                                | Aleksandar Matanović | 10,5             | 14               | 75,0             |
|                                | Leonid Štejn         | 9                | 12               | 75,0             |
| Quinta scacchiera (1ª riserva) |                      |                  |                  |                  |
|                                | Viktor Korčnoj       | 10               | 13               | 80,8             |
|                                | Milan Matulović      | 12               | 15               | 80,0             |
|                                | Hans Ree             | 11               | 15               | 73,3             |
| Sesta scacchiera (2ª riserva)  |                      |                  |                  |                  |
|                                | László Bárczay       | 11               | 12               | 91,7             |
|                                | Leŭ Paluhaeŭski      | 11               | 14               | 78,6             |
|                                | İsmet İbrahimoğlu    | 10               | 13               | 76,9             |

#### Medaglie individuali per nazione
| Nazione          |   |   |   | Totali |
| ---------------- | - | - | - | ------ |
| Unione Sovietica | 3 | 2 | 0 | 5      |
| Ungheria         | 1 | 1 | 1 | 3      |
| Paesi Bassi      | 1 | 0 | 1 | 2      |
| Argentina        | 1 | 0 | 0 | 1      |
| Jugoslavia       | 0 | 2 | 0 | 2      |
| Stati Uniti      | 0 | 1 | 0 | 1      |
| Filippine        | 0 | 1 | 0 | 1      |
| Finlandia        | 0 | 0 | 2 | 2      |
| Germania Ovest   | 0 | 0 | 1 | 1      |
| Turchia          | 0 | 0 | 1 | 1      |